# Екс Гертруде Шулц
„Екс Гертруде Шулц“ је југословенски филм из 1960. године. Режирао га је Владимир Царин, а сценарио је писао Жак Конфино.

## Улоге
| Глумац             | Улога |
| ------------------ | ----- |
| Радмило Ћурчић     |       |
| Рада Ђуричин       |       |
| Дејан Дубајић      |       |
| Славка Јеринић     |       |
| Миодраг Лазаревић  |       |
| Нада Ризнић        |       |
| Славко Симић       |       |
| Милутин Мића Татић |       |